# Marc V d'Alexandrie
Pour les articles homonymes, voir Marc.

Marc V d'Alexandrie est un  patriarche melkite d'Alexandrie  de 1425 ? à 1435?